# Cardiaspina pinnaeformis
Cardiaspina pinnaeformis är en insektsart som först beskrevs av Walter Wilson Froggatt 1900.  Cardiaspina pinnaeformis ingår i släktet Cardiaspina och familjen rundbladloppor. Inga underarter finns listade i Catalogue of Life.